# Club Presidente Hayes
O Club Presidente Hayes é um clube de futebol do Paraguai fundado en 1907. Localiza-se no bairro Tacumbú, na capital Asunción.
O clube tem o nome do ex-presidente estadunidense Rutherford B. Hayes, quem favoreceu o Paraguai em uma arbitragem territorial após Guerra do Paraguai.
Mesmo sendo uma equipe de tradição por ter ganhado uma edição do Campeonato Paraguaio em 1952, perdeu o brio no Paraguai e agora é um time de baixo escalão.

## Títulos
- Primera División Paraguaya (1): 1952
- Segunda División Paraguaya (8): 1911, 1919, 1958, 1967, 1971, 1973, 1974, 1991
- Tercera División Paraguaya (1): 2006